# Girl's in the Band
«Girl's in the Band» (укр. «Дівчинка у групі») — дев'ятнадцята серія тридцятого сезону мультсеріалу «Сімпсони», прем'єра якої відбулась 31 березня 2019 року у США на телеканалі «Fox».

## Сюжет
Вчитель музики Спінґфілдської початкової школи та керівник шкільного оркестру Деві Ларго прокидається від кошмару поруч зі своїм партнером-геєм. Ларго згадує, що, не зважаючи, що він закінчив музичну школу найкращим у своєму класі, його колись багатообіцяюча музикальна кар'єра диригента провалилася і змусила його викладати елементарну музику там, де він зараз нещасний.
У школі, коли Ларго вкотре диригує шкільним оркестром, він отримує електронний лист від Віктора Класикова, музичного керівника столичної філармонії. Віктор заявив, що наступного вечора відвідає шкільний концерт. Натхненний Ларго, щоб справити враження на Класикова, починає тренувати учнів репетицією пісні «The Stars and Stripes Forever» (укр. «Зірок і смуг назавжди»). Концерт має успіх, але Ларго сумує, коли замість нього до філармонії Класиков вирішує взяти Лісу Сімпсон для свого молодіжного оркестру.
Гомер і Мардж Сімпсон намагаються знайти спосіб розпланувати та оплатити навчання Ліси у столичній музичній школі. Після довгої дороги до Столиці, Лісі стає важко працювати з Класиковим. Той розкриває його справжню грізну особистість, коли лише одна помилка може розлютити його.
Щоб оплатити навчання дочки, Гомер теж починає працювати у нічну зміну. Коли Барту стає нудно чекати у коридорах філармонії, його закривають у коморі з «родичами», чиї брати і сестри талановитіші.
Тим часом Ліса у змаганнях виграє крісло першого саксофона. Класиков пропонує Лісі перейти до наступного класу, який коштує більше і знаходиться далі. Однак вона розуміє, наскільки егоїстичною вона стала, і більше її нових уроків музики пов'язані з більше витраченим часом у дорозі і більшою кількістю нічних змін Гомера. Щоб уникнути більших проблем для неї та її родини, Ліса, намагаючись виступити з оркестром вищого рівня, навмисно фальшивить, зруйнувавши свою музикальну кар'єру у Столиці.

## Ставлення критиків і глядачів
Під час прем'єри серію переглянули 2,07 млн осіб з рейтингом 0.8, що зробило її другим за популярністю шоу на каналі «Fox» тієї ночі, після «Сім'янина».
Денніс Перкінс з «The A.V. Club» дав серії оцінку B-, сказавши:
|  | На мою думку, це [вирішити конфлікт] важче, ніж у традиційно серіалізованому шоу, де [сюжетні] арки можуть впливати на ціле здебільшого в подальшому. І все-таки чудова серія «Сімпсонів» знаходить спосіб зробити це… «Girl's in the Band» — це не погані зусилля пошуку тієї розповіді та комедійного милого місця, яке зробило «Сімпсонів», але це неповно і незадовільно. |

Згідно з голосуванням на сайті The NoHomers Club більшість фанатів оцінили серію на 4/5 із середньою оцінкою 3,67/5.